# Søren Norby
Søren Norby, også kaldet Severin Norbi, (mellem 1460-1480 – kort efter 12. marts 1530 i Firenze) var en dansk søofficer, der bestred ledende poster i den danske flåde under kongerne Hans og Christian II. Han havde kommandoen over den danske flådes største skibe i flere søslag mod Sverige og Lübeck. Norby var lensmand på flere forskellige len i Skandinavien, blandt andet Gotland fra 1517 til 1525 og Sølvitsborg len 1525 til 1526. Hans oprør mod Frederik I i 1525 blev besejret, og han flygtede til Livland og sluttede sit liv i den tyske kejser Karl V's tjeneste.
Norby havde to børn med ukendte kvinder: en søn ved navn Olof og en datter, som man ikke ved ret meget om.

## Liv og gerning

### Baggrund
Norby stammede fra en fattig fynsk lavadelslægt og var født mellem slutningen af 1460'erne og begyndelsen af 1480'erne. Den første omtale af Norby er som sømand hos den svenske rigsforstander Svante Nilsson Sture i fredstid i 1504. I 1507 var han kommandant for en eskadre for kong Hans af Danmark under et angreb på Ålandsøerne og straffetogter mod Rügen i 1509 og 1511. Han deltog også i det uafgjorte slag mellem den danske og lybske flåde ved Bornholm i 1511. Norby havde sammen med Jens Holgersen Ulfstand kommandoen over kong Hans' to største skibe i søslagene mod Sverige og Lübeck fra 1507 til 1512. I 1510 modtog Norby et kaperbrev fra kong Hans, som gav ham tilladelse til at begå pirateri mod alle fjendtlige skibe. Søren Norby forlenedes som belønning med Børringe Kloster i fri forlening i 1512 samt Haraldsborg len ved Roskilde som pantelen. Kong Hans døde imidlertid den 20. februar 1513.

### Christian 2.s loyale mand
I 1514, under nye kong Christian II af Danmark, blev Norby sendt som leder af en flåde for at hjælpe Karl V mod Geldern. I sommeren 1514 blev han imidlertid sendt til Island for at patruljere de omliggende farvande og stoppe ulovligt fiskeri. Fra 1515 til 1517 var han lensmand på Island og modtog i denne periode alle indtægter fra øen, men den 28. april 1517 blev Norby udnævnt til flådens øverstbefalende og blev samtidig lensmand på Visborg i Gotland, men forinden skulle han sørge for transport af en hærstyrke på omkring 4.000 mand fra København til Stockholm for der at komme ærkebiskop Gustav Trolle, der var en af Christian IIs vigtigste forbundsfæller i kampen for at genvinde magten over Sverige. Den danske flåde kom i kamp med en svensk flåde den 13. august 1517, som endte med svensk sejr, og undsætningen udeblev.
Efter det mislykkede slag sejlede Norby til Gotland, hvor det lykkedes ham at opbygge en hærstyrke på 600 til forsvar mod et eventuelt svensk angreb. Trods nederlaget havde Norby bevaret kongens tillid, og Gotland blev tildelt ham som len på livstid den 18. maj 1518 mod afståelse af Børringe og Haraldsborg len. I mellemtiden forsøgte Christian II at genvinde Stockholm og belejrede byen, men det kom til et nyt slag den 27. juli mod svenskerne, som disse vandt. Under Christian IIs krig (1517-20) mod Lübeck og Sverige for at vinde den svenske trone var Norby leder af den danske flåde og angreb både orlogs- og handelsskibe fra sin strategiske placering ved Visborg. Norby fik officielt lov til at fortsætte med piraterierne i 1518. Han erobrede fæstningen Borgholm på Øland i len i 1519, og fik efterfølgende tildelt øen som len.
Christian II fortsatte at belejre Stockholm, og den 7. september 1520 måtte byen overgive sig. Den 4. november 1520 kunne Christian II lade sig krone som svensk konge. Kongen havde lovet det svenske rigsråd amnesti for sine modstandere, men dette løfte blev brudt ved det stockholmske blodbad. Norby medvirkede til at foretage anholdelser under det stockholmske blodbad, men siges at have reddet mange svenskere ved at sejle dem ud af Stockholm. Blandt de henrettede var lensmanden på Kalmar slot i Småland, og Norby blev udnævnt til ny lensmand på slottet.
Kort efter udnævnelsen fik Norby imidlertid af kongen til opgave at forberede en rejse til Grønland, som kongen efter århundreders afbrydelser ønskede at få genoptaget kontakten med, og hvor Norby med sit kendskab til islandske farvande måtte anses for velegnet, men planerne måtte opgives, da Christian 2. ikke kunne undvære ham i Sverige efter, at der 10 dage efter indtraf uroligheder i Kalmar len, idet bønderne der havde fået fat i et brev, der pålagde Norby at konfiskere deres armbrøster, som de anvendte ved jagt. Norby forsøgte at nedkæmpe oprøret, men urolighederne bredte sig efterhånden til andre dele af Sverige. Disse uroligheder udviklede sig til et egentligt svensk oprør mod kongen, der blev forstærket ved den modvilje, som fandtes i den svenske adel på grund af det stockholmske blodbad. Oprørets leder blev i løbet af kort tid Gustav Vasa, hvis fader havde været et af blodbadets ofte. Efterhånden var den danske konges eneste sikre bastioner de befæstede kystbyer Stockholm, Nykjöbing, Stegeholm, Stegeborg og Kalmar, og Søren Norby kom nu til at spille en nøglerolle i at sikre herredømmet til søs. I løbet af 1521 udviklede svenskerne en kapervirksomhed, og Norby måtte forsøge dels at bekæmpe denne, dels at komme byerne til undsætning. Oprøret betød, at Norby de facto mistede sit len og sine indtægter, og en række svenskere i hans tjeneste valgte at stikke af. Det lykkedes at indfange nogle af dem, som blev straffet med halshugning. I 1522 indledte svenskerne et angreb på Kalmar men de blev slået på flugt. Norby fik derefter ordre til at komme Stockholm til undsætning med forsyninger, hvilket lykkedes, og derefter sejle til Finland for at nedkæmpe det oprør, som var udbrudt der. Da han ankom til Åbo, var byen på svenske hænder, mens fæstningen Åbohus var på danske hænder, men Norbys blotte tilstedeværelse fik svenskerne til at opgive belejringen og trække sig tilbage. Norby sejlede derefter til Raseborg, hvor hans svoger, Tile Giseler, udstod en svensk belejring, og også denne blev ophævet. I løbet af 3 uger efter afsejlingen fra Stockholm var det lykkedes Norby at genvinde kontrollen over en stor del af Finland. Som følge af sine fremgange blev Norby fik tildelt lenet ved Kustø i Finland. Nominelt var Norby således lensmand over Kalmar, Gotland, Øland og Kustø og dermed en af de største lensmænd i Norden.
Imidlertid var en ny konflikt nu tiltaget i betydning: kampen mellem Christian II og Hansestæderne. Som følge af Christians politik, der fremmede nederlændingenes sejlads og fratog Hansaforbundet dets monopol på sejladsen i Østersæen samt danske kaperes virksomhed valgte Lübeck at støtte den svenske krigsførelse med 10 krigsfartøjer og 700 lejesoldater. Den 16. august erobrede denne flåde Bornholm og satte kursen mod København. Norby blev nu sat i spidsen for kampen mod hansestæderne mod til gengæld at få det meste af Finland i len, herunder områder som ikke var under dansk kontrol! En af Norbys første opgaver var at sikre Stockholm nye forsyninger, og han beordrede en forsyningsflåde uden eskorte at sejle fra Finland til Stockholm, men denne og to andre blev alle erobret af en svensk-lybsk flåde, og under kampene omkom to af Norbys nevøer, hvilket gav ham et livslangt had til lübeckerne.
Svenskerne belejrede Kalmar samtidig med, at de forsøgte at få kontrollen over omliggende og nærliggende områder, og i sommeren 1522 fik de med hjælp fra svensksindede bønder blandt andet kontrol over Øland, hvor danske styrker sad indespærrede på øens fæstning.
Mens Norby forsvarede Christian IIs position i Østersøen var det lykkedes denne at ødelægge sin position i Danmark ved at gennemføre en række reformer, som gjorde ham upopulær blandt adel og gejstlige. Den 20. januar 1523 opsagde rigsrådet sin troskabsed til Christian II, og samtidig tilbyde hans farbroder, daværende hertug Frederik af Holsten-Gottorp, at overtage tronen. Dette førte til, at Christian II den 13. april 1523 flygtede ud af landet med dronning Elisabeth og deres 3 børn og drog til Nederlandene. Christian II medbragte størstedelen af den danske flåde, hvilket svækkede denne afgørende i de følgende år.

### Efter Christian IIs flugt
Da Christian II flygtede i april 1523, var Norby blandt de få adelige som Henrik Gøye og Niels Lykke, der fastholdt sin loyalitet over for ham. Norby tabte Kalmar slot, som overgav sig den 7. juli, og i Finland overgav fæstningen i Vyborg sig 10. oktober efter, at svenskerne i sommeren havde angrebet de danske styrker her, og Norby mistede således også sine besiddelser her.
Norby havde imidlertid fortsat Visborg og Gotland, og disse blev udgangspunkt for hans videre virke. Frederik I havde indledt en belejring af København og Malmø, der begge opretholdt deres troskab over for Christian II, og i Sverige havde Gustav Vasa konsolideret sin stilling. For at opretholde forsyninger til øen måtte Norby fortsætte en kapervirksomhed i Østersøen, og for at undgå angreb måtte han indlede skinforhandlinger både med kong Frederik og med Gustav Vasa for at vinde tid, mens han forventede, at Christian II ville rejse en hær og derefter genvinde kontrollen over Danmark. Hans position blev imidlertid langt mere udsat, da både København og Malmø den 6. januar 1524 overgav sig til kong Frederik, og Gotland således var det eneste område, der endnu anerkendte Christian II som dansk konge.
I et forsøg på at overtale Norby skrev rigsrådet og lovede ham frit lejde, men Norby svarede, at han i så fald også måtte loves frit lejde af den svenske konge. Sit svar underskrev han "admiral udi Østersøen". Imidlertid trak det ud med handling fra Christian IIs side, og da en svensk flådestyrke den 14. maj 1525 satte kurs mod Gotland, accepterede han skyndsomts det danske tilbud. Svenskerne nåede Gotland og fik hurtigt øen under sin kontrol. Norby krævede af danskerne at kunne beholde Gotland som len, og kong Frederik og rigsrådet lovede at imødekomme dette krav. Norby aflagde der efter troskabsed til kong Frederik, og svenskerne trak sig tilbage fra Gotland for at undgå en krig med Danmark. Svenskerne ville imidlertid ikke opgive Gotland, og i slutningen af august kom det til forhandlinger mellem kong Frederik og Gustav Vasa, hvilke endte med, at Gotland skulle overgå til svensk besiddelse, hvis de inden 1. september havde erobret Visborg slot. Samtidig måtte Frederik imidlertid love at fjerne Søren Norby fra Gotland og at han ikke måtte tildeles et len med adgang til havet. Det lykkedes ikke svenskerne at erobre fæstningen, de trak sig tilbage, men Norby rejste ikke til København for at bekræfte sin ed, og kort efter fik han fat i en kopi af Malmørecessen og betragtede sig der efter som løst fra sin troskabsed.
Norby forestillede sig øjensynligt fortsat muligheden for, at Christian II ville vende tilbage. Han udviklede derfor en plan, som gik ud på at rejse et oprør i Skåne og tage området i besiddelse, nominelt i Christian IIs navn, men samtidig at indgå ægteskab med Sten Stures enke, Kristina Gyllenstierna, der var erklæret modstander af Gustav Vasa, for derved at opnå en position som mulig svensk rigsforstander for Christian II, når denne vendte tilbage. Følgelig gik Norby i foråret 1525 i land i Skåne, hvor han rejste en bondehær og på vegne af Christian II lod sig hylde på Lunds landsting., men forsøget mislykkedes for så vidt, at en lybsk flåde den 16. april kom i kamp med Norbys skibe ved Blekinges kyst, hvilken endte med, at Norby mistede 11 skibe. Da han belejrede Helsingborg, blev han slået af Frederik 1.'s feltherre Johan Rantzau i slaget ved Lund 28. april 1525 og slaget ved Bunketofte den 4. maj 1525. Den 28. juni 1525 indgik Søren Norby forlig med Frederik I og fik Lykå og Sølvitsborg Len i forlening mod at afgive Gotland. Under overgivelse af Visborg blev Norby snydt af Fredericks rådgiver Otte Krumpen, der lod ham arrestere af lübeckerne. Han blev imidlertid hurtigt løsladt, da hans mænd afviste at forlade Visborg uden ham, hvorefter han undslap til Blekinge i november 1525. Herfra fortsatte han sine tvister med Gustav Vasa og Lübeck, men efter at hans tre fjender forenede sig og angreb ham i august 1526 led han definitivt nederlag i et søslag mod danske, svenske og lybske flåder ud for Blekinges kyst 24. august 1526. 

### År i eksil
Efter slaget blev Nordby udvist fra Danmark i 1526 for at have opretholdt de politiske kontakter med Christian II og flygtede til Livland, hvorfra han rejste til Moskva for at vinde storfyrste Vasilijs støtte til Christian II, hvilket mislykkedes. Med hjælp fra kong Ferdinand I af Bøhmen rejste Norby til Mechelen og kort efter til Lier i De habsburgske Nederlande, hvor han blev genforenet med Christian II omkring november 1528. Eftersom Christian II's stilling var for svag til at forsøge at generobre Danmarks trone, gik Norby i tjeneste hos Karl II af Burgund, der i 1529 blev tysk-romersk kejser som Karl V. Han skrev et brev til Christian II om sin deltagelse i belejringen af Firenze i februar 1530, og døde kort tid efter 12. marts i denne by.

## Trivia
Mellem Englandsvej og Amagerbrogade på Amager i Københavns kommune ligger Søren Norbys Allé, ligesom der i Søheltekvarteret i Frederikshavn findes en Søren Norbys Vej.